# Dragon Ball Z: Sagas
Dragon Ball Z: Sagas est un jeu vidéo d'action-aventure développé par Avalanche Software et édité par Atari Inc. sur l'univers Dragon Ball Z. Le jeu est distribué uniquement aux États-Unis en 2005 sur PlayStation 2, GameCube et Xbox.

## Synopsis
Le jeu reprend l’histoire de Dragon Ball Z de l’arrivée de Raditz sur Terre jusqu'au tournoi organisé par Cell.

## Système de jeu
Le but de ce jeu est d'avancer à chaque niveaux et d'éliminer chaque adversaire jusqu'au boss.